# Festival 2005
Festival 2005 est un DVD live du groupe The Cure, sorti le 27 novembre 2006 au Royaume-Uni et le 5 décembre 2006 aux États-Unis.
Ce DVD a été enregistré lors d'une série de concerts en tête d'affiche de neuf festivals européens durant l'été 2005. Il mélange aussi bien des prises de vue effectuées par des professionnels que par des gens du public.
Il marque le retour du guitariste Porl Thompson, qui avait quitté le groupe quelques années plus tôt, et qui remplace Perry Bamonte. Quant au claviériste Roger O'Donnell, il ne fait alors plus partie du groupe.
Un EP numérique intitulé From Festival 2005 est sorti le 26 décembre 2006. Il comporte trois titres que l'on retrouve dans le dvd : alt.end, Push et In Between Days.

## Les Festivals
- 5 août 2005 : Festival International de Benicasim, Province de Castellón, Espagne
- 10 août 2005 : Lokerse Festen, Lokeren, Belgique
- 13 août 2005 : La Route du Rock, Saint-Malo, France
- 18 août 2005 : Rock Oz'Arènes, Avenches, Suisse
- 20 août 2005 : Taormina Arte, Taormine, Italie
- 26 août 2005 : Youth Days of Szeged, Szeged, Hongrie
- 28 août 2005 : Wuhlheide Festival, Berlin, Allemagne
- 1er septembre 2005 : Terravibe Festival, Athènes, Grèce
- 3 septembre 2005 : Rock'n Coke, Istanbul, Turquie

## Liste des titres
1. Open
2. Fascination Street
3. alt.end
4. The Blood
5. A Night Like This
6. The End of the World
7. If Only Tonight We Could Sleep
8. The Kiss
9. Shake Dog Shake
10. Us or Them
11. Never Enough
12. The Figurehead
13. A Strange Day
14. Push
15. Just Like Heaven
16. In Between Days
17. From the Edge of the Deep Green Sea
18. The Drowning Man
19. Signal to Noise
20. The Baby Screams
21. One Hundred Years
22. Shiver and Shake
23. End
24. At Night
25. M
26. Play for Today
27. A Forest
28. Plainsong
29. Disintegration
30. Faith

## Musiciens
- Robert Smith - chant, guitare
- Simon Gallup - basse
- Porl Thompson - guitare
- Jason Cooper - batterie